# 鮑有祥
鮑有祥（緬甸語： Pauk Yu-hkyan；1949年9月19日—），佤名陆棒，佤族尊称“达棒”（Tax Log Pang），出生于中华民国云南省，是佤邦联合党总书记、缅甸第二特区（佤邦）人民政府主席、佤邦联合军总司令。名义上为缅甸联邦共和国“边境检查总署署长”，实为招安的虚职。

## 家庭背景
鲍家有亲华亲共背景，鲍有祥是昆马地区佤族头人鲍兴嘎（岩嘎）之子。其父与国民革命军残部6军、28军领导人邱鸿斋是死敌，在中缅边界未勘定时期与中国共产党交往密切，曾经于1950年代中后期在北京接受毛泽东的接见。堂叔是鲍三板。其兄是鲍有宇、鲍有良、鲍有华（鲍华强）。

## 人物经历
1959年7月，邱鸿斋部突袭抢劫鲍家，追捕鲍兴嘎，于是鲍全家迁到中国云南省沧源县岩丙寨。9月，鲍有祥进入岩丙小学，一位小学老师给他起汉名为“有祥”。鲍家在1961年4月迁回昆马。
1964年，鲍有祥娶了大太太李玉恒，父亲于同年4月去世。
1966年3月6日，与国民党残部勾结的佤族部落头子扎铁，派其手下达改尚带领千人占据昆马部落，四处抢劫，并勒令昆马部落将原始信仰“梅礼”改为扎铁信奉的“赛玛礼”。鲍有祥的母亲被殴打，头发被扯下来用鞋子踩（佤文化里为极大的侮辱）。鲍有祥召集堂叔鲍三板和九个伙伴，拿着三支枪和刀、长矛，等到敌对部落的人生火做饭松懈之时突袭，杀死了很多还端着碗来不及反应的人。
1967年7月3日，鲍有祥和鲍三板、魏尼门、李六勒成立昆马游击大队，任副大队长，11月到中国进行为期半月的军事训练，后返回昆马根据地。
1969年9月，鲍有祥联合其他反抗国民党残部的佤族游击队加入缅甸共产党，历任4043部队一连连长、501营副营长（1971年1月）、502营营长（1971年3月）、683旅副旅长（1974年1月）、中部军区副司令员兼参谋长（1975年9月）。
1984年4月23日，缅甸共产党的缅甸人民军的三个营与克钦独立军的三个营、掸邦进步党的两个营组建“民族民主阵线”，鲍有祥任阵线总指挥至1986年。
1985年7月，成为缅共中央候补委员。
1989年3月11日，原缅共东北军区司令员彭家声发起兵变，宣布脱离缅共，成立果敢特区，缅共中央命令中部军区前往镇压。中部军区司令员、原中国汉族知青李自如深感大势已去，失望地“请假”回到云南保山老家“休养”（后来他被请回佤邦，成为领导人之一）。4月17日，中部军区副司令员鲍有祥与原缅共中央候补委员、北佤县长赵尼来发动兵变，脱离缅共，成立佤邦联合军，任总司令。11月，在果敢与其他脱离缅共的武装势力果敢同盟军、掸东同盟军、新克钦民主军、掸邦进步党举行会议，成立武装联合阵线，鲍有祥被推举为联合阵线的总司令。
1990年，鲍有祥被缅甸军政府任命为“边境检查总署署长”，佤联军在名义上划为缅甸的“边防警察部队”。
1992年12月20日，佤邦联合党在邦康召开了第一次党代表大会。通过了党的纲领和章程。选举赵尼来、鲍有祥、李自如、赵明、肖明亮为党中央政治局常务委员。
1996年1月5日，佤邦联合军经过6年战争，帮助缅甸军政府打败了坤沙，作为交换，得到了坤沙在泰缅边境的地盘，成立南佤地区。鲍有祥“以人头担保”，宣布在2005年6月之前全面禁止罂粟种植。2月，鲍有祥当选为佤邦人民政府主席兼财政部长。12月，鲍有祥代表佤邦前往仰光参加国民代表大会。
2002年，头像登上美国《时代周刊》封面，被称为“毒品王国的君主”。
2018年1月，佤邦联合党召开中央扩大会议，通过决议，鲍有祥继续担任佤邦联合党中央委员会总书记、中央政治局常务委员、佤邦人民政府主席、佤邦联合军总司令。

## 施政措施
鲍有祥与肖明亮政府在佤邦复制“中国模式”。

## 家庭
鲍有祥有十个女儿，两个儿子，其中八个女儿是大太太李玉恒生的，另外两个女儿和两个儿子是二太太谢国芬生的。女儿们到新加坡留学。有一个儿子叫鲍岩康。二女儿“鲍二姐”是一个基督徒，受教众所尊敬。
侄子有鲍岩板、鲍赛平（鲍有宇的儿子）；鲍岩荣、鲍三改（鲍有华的儿子）；鲍军翔、鲍军峰、鲍军龙（鲍有良的儿子）。其儿子鲍岩康和侄子均担任军队要职。家族政治逐渐在党内出现。
二太太谢国芬的兄弟谢国卿担任财政部副部长。
2021年5月11日上午3时，佤邦妇女协会副主席、鲍有祥的大太太李玉恒，因突发疾病逝世，享壽69岁。

### 引用
1. ↑  . 临沧市人民政府. 2020-03-19  [2021-04-15]. （原始内容存档于2021-04-16）.
2. ↑  孙晓芸. . 中国调查杂志. 2007-06-26  [2021-04-15]. （原始内容存档于2021-04-15） –凤凰网.
3. ↑  佤邦新闻局 (编). . 微信公众号佤邦富强之音. 2018-01-15  [2024-07-19].
4. ↑  李玉恒同志治丧委员会. . 佤邦之音. 佤邦新闻局. 2021年5月11日  [2023年10月28日]. （原始内容存档于2023年10月28日）.